# احمد ایوب (بازیکن)
احمد ایوب (انگلیسی: Ahmed Ayoub؛ زادهٔ ۵ اوت ۱۹۷۱) یک ورزشکار اهل مصر است.
از باشگاه‌هایی که در آن بازی کرده‌است می‌توان به باشگاه ورزشی الاهلی مصر اشاره کرد.
وی همچنین در تیم ملی فوتبال Egypt U-20 بازی کرده است.